# 巴亨巴赫河
51°29′35″N 6°55′47″E / 51.492980°N 6.929753°E

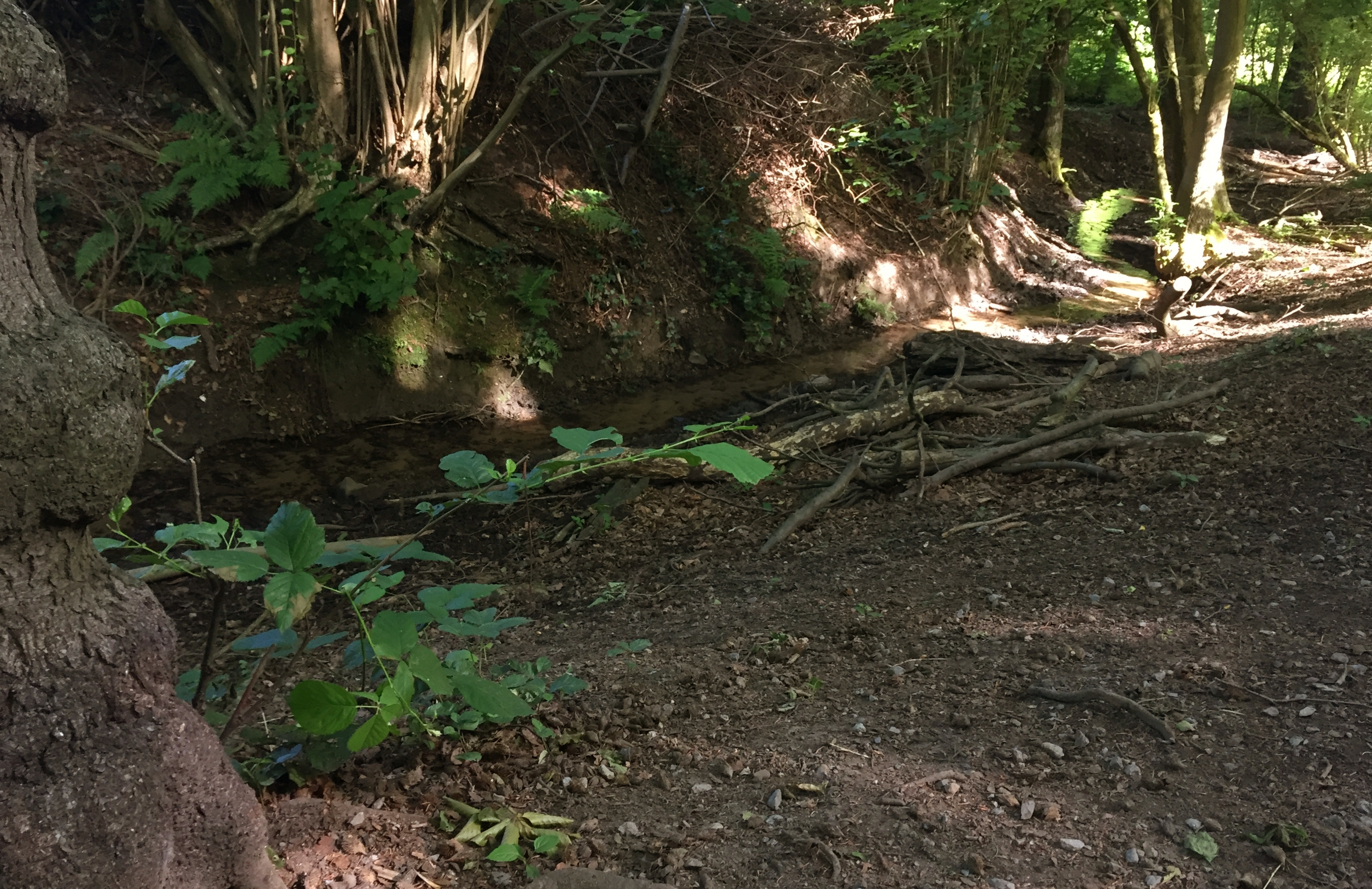

巴亨巴赫河（德語：Barchembach），是德國的河流，位於該國西部，處於北萊茵-威斯特法倫州，河道全長2.7公里，流域面積3.9平方公里，發源地海拔高度84米。